# MG4
De MG4 is een elektrische auto van automerk MG uit China.

## Specificaties
Gegevens van de 'Electric Standard Range'-uitvoering.

### Vervoer
De auto biedt zitplaatsen voor maximaal 5 personen. Het voertuig is niet voorzien van een trekhaak.

### Accu
De auto heeft een 51 kWh grote tractiebatterij waarvan 51 kWh bruikbaar is. Dit resulteert in een WLTP-gemeten actieradius van 350 km, wat neerkomt op 300 km in de praktijk.

### Opladen
De accu van de auto kan standaard worden opgeladen via een Type 2-connector met laadvermogen van 11 kW door gebruik van 3-fase 16 ampère, waarmee de auto in 5,5 uur van 0 % naar 100 % geladen kan worden. Bij gebruik van een snellader met een CCS-aansluiting kan een laadsnelheid van maximaal 88 kW worden bereikt, waarmee de auto in minimaal 32 minuten van 10 % naar 80 % geladen kan worden, wat neerkomt op een snellaadsnelheid van 390 km/u.

### Prestaties
De elektronische aandrijflijn van de auto kan 125 kW of 170 pk aan vermogen leveren, waarmee de auto in 9 seconden kan optrekken van 0 naar 100 km/u. De maximale snelheid die bereikt kan worden is ongeveer 160 km/u.